# Dun Karm Psaila
Dun Karm Psaila, född 18 oktober 1871, död 13 oktober 1961, var en maltesisk poet som skrev texten till Maltas nationalsång. Han anses vara Maltas nationalskald. Till en början skrev Psaila på italienska, men han övergick 1912 till maltesiska.